# Uralskoje (obwód orenburski)
Uralskoje (ros. Уральское) – wieś (sieło) w Rosji, w obwodzie orenburskim, w rejonie kwarkieńskim. W 2021 liczyła 374 mieszkańców.